# Satoshi Horinouchi
Satoshi Horinouchi (堀之内 聖 Horinouchi Satoshi?, nacido el 26 de octubre de 1979 en Saitama) es un exfutbolista japonés. Jugaba de defensa y su último club fue el Montedio Yamagata de Japón.

## Trayectoria

### Clubes
| Club              | País  | Año         |
| ----------------- | ----- | ----------- |
| Urawa Reds        | Japón | 2002 - 2011 |
| Yokohama FC       | Japón | 2012        |
| Montedio Yamagata | Japón | 2013        |

## Estadística de carrera

### J. League
| Club              | Año   | J. League | J. League | Copa J. League | Copa J. League | Total | Total |
| Club              | Año   | Part.     | Goles     | Part.          | Goles          | Part. | Goles |
| ----------------- | ----- | --------- | --------- | -------------- | -------------- | ----- | ----- |
| Urawa Reds        | 2002  | 0         | 0         | 0              | 0              | 0     | 0     |
| Urawa Reds        | 2003  | 6         | 0         | 2              | 0              | 8     | 0     |
| Urawa Reds        | 2004  | 9         | 0         | 3              | 0              | 12    | 0     |
| Urawa Reds        | 2005  | 23        | 3         | 9              | 0              | 32    | 3     |
| Urawa Reds        | 2006  | 28        | 1         | 8              | 1              | 36    | 2     |
| Urawa Reds        | 2007  | 19        | 2         | 2              | 0              | 21    | 2     |
| Urawa Reds        | 2008  | 28        | 0         | 6              | 0              | 34    | 0     |
| Urawa Reds        | 2009  | 15        | 0         | 5              | 0              | 20    | 0     |
| Urawa Reds        | 2010  | 20        | 1         | 4              | 0              | 24    | 1     |
| Urawa Reds        | 2011  | 0         | 0         | 0              | 0              | 0     | 0     |
| Yokohama FC       | 2012  | 22        | 2         | -              | -              | 22    | 2     |
| Montedio Yamagata | 2013  | 30        | 3         | -              | -              | 30    | 3     |
| Total             | Total | 200       | 12        | 39             | 1              | 239   | 13    |

## Palmarés

### Títulos nacionales
| Título             | Club       | País  | Año  |
| ------------------ | ---------- | ----- | ---- |
| J1 League          | Urawa Reds | Japón | 2006 |
| Copa J. League     | Urawa Reds | Japón | 2003 |
| Copa del Emperador | Urawa Reds | Japón | 2005 |
| Copa del Emperador | Urawa Reds | Japón | 2006 |